# Anthony Mayweather
Pour les articles homonymes, voir Crimson.
Anthony Gregory Mayweather (né le 21 février 1985 à Cleveland) est un catcheur (lutteur professionnel) américain connu sous le nom de ring de Crimson. Il est principalement connu pour son travail à la Total Nonstop Action Wrestling / Impact Wrestling (TNA).
D'abord soldat dans la police militaire américaine, il devient catcheur à partir de 2009. L'année suivante, il  s'engage avec la TNA dont il devient champion du monde par équipe avec Matt Morgan et quitte cette fédération en 2013. Il lutte ensuite sur le circuit indépendant nord-américain.
En 2017, il retourne à la TNA quand cette fédération change de nom pour Impact Wrestling.

## Jeunesse
Après le lycée, Mayweather s'engage dans l'armée. Il sert pendant cinq ans comme officier de la police militaire à Fort Campbell (en) au sein de la 101e division aéroportée et combat en Irak. Il quitte l'armée avec les honneurs en 2009 et envisage de devenir combattant d'arts martiaux mixtes. Pour cela, il s'entraîne dans un gymnase de Clarksville.

## Carrière dans le catch

### Circuit indépendant (2009–2010)
Mayweather s'entraine auprès de Jeff Daniels et d'Harley Race. Il commence sa carrière le 31 juillet 2009 à l'United States Wrestling Organization, une fédération du Tennessee, et lutte sous le nom de Tommy Mercer. Ce jour-là il bat Matt Burns. Au sein de cette fédération, y devient champion du Sud de l'ATL, et champion poids lourd de l'ATL,,.

### Total Nonstop Action Wrestling (2010-2013)

#### Invaincu, Bound for Glory Series et TNA World Tag Team Championship avec Matt Morgan (2010-2012)
Il fait ses débuts le 8 septembre 2010 pour des essais durant l'enregistrement de TNA Impact! face à Jay Lethal qu'il perd. Il signe son contrat avec la Total Nonstop Action Wrestling en décembre 2010 et le 30 décembre, il fait ses débuts devant les caméra se présentant comme le petit frère de Amazing Red. Ce jour-là, il bat par disqualification Jeff Jarrett dans un combat d'arts martiaux mixtes.

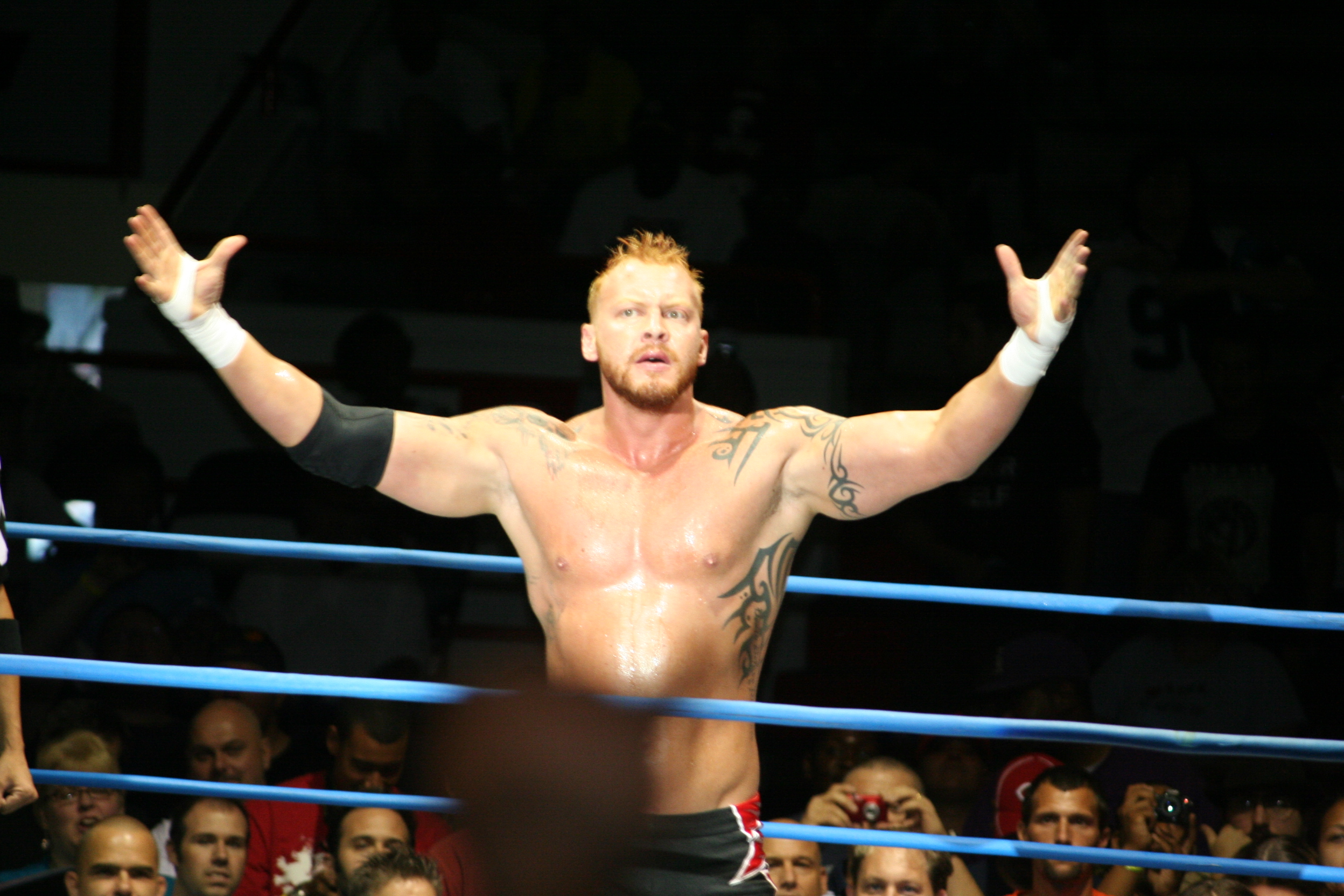
Crimson à un house-show en 2011.

À l'Impact! suivant, il attaque Abyss en coulisse et lui promet qui Ils arrivent et allait détruire les Immortal le 3 février et puis fait pareil à AJ Styles. La même nuit, il sauve Kurt Angle des Immortal. Le 27 janvier, lui et Kurt Angle affrontent dans un match handicap les Immortal (8 vs. 2). Le match s'est terminé par une attaque des Immortal mais Big Papa Pop (Scott Steiner) effectue son retour et sauve les 2 adversaires des Immortals. Le 2 février, Fortune a révélé que c'était eux les "eux" de Crimson, et avaient prédit et attaqué Immortal.
Crimson a effectué sa première victoire à TNA Impact! face à Magnus. Il bat avec Scott Steiner, Ink Inc. le 17 mars. À Lockdown (2011), il perd un match avec Scott Steiner gagné par Ink Inc.. Lors de Sacrifice (2011), il affrontera Abyss. Le 28 avril à Impact, un no-contest contre Samoe Joe, Abyss est intervenu dans le match puis a porté son Black Hole Slam sur lui. Il a battu le 12 mai Samoa Joe et Abyss dans un match à trois mais s'est ensuite fait attaquer par Abyss. Lors du PPV Sacrifice (2011), il bat Abyss. Lors de Impact Wrestling du 19 mai, il vient en aide à Amazing Red celui-ci étant attaqué par Samoa Joe. À Xplosion le 26 mai, il bat Robbie E (Avec/Cookie) avec facilité et le 2 juin, il fait une grande victoire en battant "Cold Blood" Matt Hardy et lors de Slammiversary IX, il bat Samoa Joe et donc reste invaincu depuis son arrivée à la TNA. À la fin du match, Samoa Joe lui serre la main et lui annonce qu'ils se ré-affronteront un jour ou l'autre.
Il est qualifié pour les Bound for Glory Series le 16 juin, lors de Impact Wrestling. Lors de l'Impact Wrestling du 23 juin il fait équipe avec Matt Morgan pour battre Beer Money, Inc.. Lors d'un house show à Fort Wayne en Indiana, Crimson a battu D'Angelo Dinero par soumission ce qui lui donne 10 points pour les Bound for Glory Series. Il est dans les trois premiers de la compétition toujours avec Gunner et Matt Morgan. Lors de l'édition du 300th de Impact Wrestling le 7 juillet, il bat Bobby Roode pour avoir 7 points au Bound for Glory Series. Lors d'Impact du 28 juillet il bat Bully Ray et remporte à nouveau 7 Points et détient toujours la première place du classement. Le 4 aout, il fait équipe avec Rob Van Dam et gagnent contre Scott Steiner et Gunner. Il garde la tête du classement avec 40 points suivi de Rob Van Dam avec 35 points. Ils s'affronteront le 7 aout à Hardcore Justice (2011) pour la tête du classement. Lors de Hardcore Justice, il bat RVD à la suite d'une intervention de Jerry Lynn, ce qui lui permet de gagner par disqualification. Il est toujours en tête du classement (et toujours invaincu à la TNA) avec 43 points. Dans la foulée, lors d'Impact Wrestling suivant Hardcore Justice, il bat Immortal (Bully Ray, Scott Steiner et Gunner) dans le cadre des BFG Series et totalise maintenant 50 points et reste invaincu. À noter qu'à la fin de son match, il se fait attaquer par l'actuel champion du monde poids-lourds de la TNA, Kurt Angle, qui a réalisé un heel-turn un peu plus tôt dans la soirée. La semaine suivante il affronte Kurt Angle et gagne par disqualification à la suite de l'intervention de Samoa Joe qui tenta de blesser Crimson au genou droit. Il se fera néanmoins repousser. Juste après dans les backstages il se fait à nouveau attaquer par Samoa Joe qui lui brise un bout de bois sur la cheville en sautant sur le bout déposé (la jambe de Crimson étant bloquée entre une marche d'escalier et le morceau de bois). Il fait son retour à Impact Wrestling le 29 septembre. Il demande à Samoa Joe de venir et une bagarre entre les deux éclate. Crimson ce retrouvant en difficulté, c'est un des rivaux de Joe qui vient aider Crimson à savoir Matt Morgan. Matt Morgan aide Crimson à se relever et ils se serrent la main.
La semaine suivante, alors que le match entre Matt Morgan et Samoa Joe arrive à son terme avec une victoire de Matt Morgan, Samoa Joe s'attaque au géant et lui porte une prise en quatre. Crimson arrive alors avec une chaise et fait fuir Joe. Alors qu'il se trouve devant le titantron, Joe annonce qu'à Bound for Glory lui, Matt Morgan et Crimson s'affronteront. Il gagne ce match après un tombé victorieux sur Samoa Joe. Le 10 à Impact Wrestling Crimson et Matt Morgan annonce qu'ils s'affronteront à Turning Point. Lors de Turning Point, il affronte Matt Morgan mais le match se finit par une double disqualification après que les deux géants aient poussé l'arbitre en même temps. Le jeudi suivant Turning Point Sting pense que Matt Morgan et Crimson devraient se mettre en équipe ensemble, Mexican America ayant dit qu'il n'y avait plus de compétition dans cette branche. Crimson et Matt Morgan acceptent et deviennent les nouveau TNA World Tag Team Champions. Lors de Final Resolution, il gagne avec Matt Morgan contre The Pope et Devon pour le TNA World Tag Team Championship. Lors de Génésis 2012, il conserve le TNA Tag Team Championship avec Matt Morgan contre Samoa Joe et Magnus. Ils perdent leurs titres lors de Against All Odds 2012 contre Samoa Joe & Magnus. Lors de Victory Road 2012 ils perdent a nouveau contre Samoa Joe & Magnus pour le TNA World Tag Team Championship, celui-ci attaque son partenaire Matt Morgan pendant le match avec un spear et effectue  un Heel-Turn.

#### Heel-Turn, Rivalité contre Matt Morgan et Départ (2012-2013)
Lors de Victory Road 2012, lui et Matt Morgan perdent à nouveau contre Samoa Joe et Magnus pour le TNA World Tag Team Championship, mais ils échouent encore une fois à cause d'une mésentente de Crimson qui s'est retourné contre son partenaire avec un Spear et effectue alors un Heel-Turn en laissant Matt Morgan seul sur le ring. Lors d'Impact du 22 mars, il veut un match contre Morgan pour la semaine suivante et Matt Morgan arrive dans le backstage et l'attaque. L'Impact suivant comme prévu, Crimson affronte Matt Morgan mais la rencontre se finit en Double Count-Out. Lors de Lockdown (2012), il bat Matt Morgan dans un Lockdown Cage Match. Lors d'Impact du 19 avril, lui et Bully Ray gagnent contre Austin Aries et Matt Morgan. Lors d'Impact Wrestling du 7 juin, il bat Austin Aries. Il connait sa première défaite lors de Slammiversary X contre James Storm. Lors de Hardcore Justice 2, il perd contre Shark Boy dans un Hardcore Gauntlet Match qui comprenait également 2 Cold Scorpio, Devon Storm, Funaki, Gunner, Johnny Swinger, Little Guido et Sam Shaw.
Le 3 juillet, il est renvoyé de la TNA.

### Ohio Valley Wrestling (2012-2013)
Il est envoyé à la Ohio Valley Wrestling en août où il bat Randy Royale et annonce après le match vouloir le titre poids lourds de la OVW. Il gagne le royal Rumble Nightmare (2012) en éliminant en dernier Rob Terry. Il a droit à un match pour le OVW Heavyweight Championship. À la fin de la soirée, il attaque le champion Johnny Spade et pose avec la ceinture. Le 12 septembre, il bat Johnny Spade pour devenir le nouveau OVW Heavyweight Champion. Lors du show de décembre, il perd le titre contre Rob Terry. Il forme ensuite un groupe nommé The Coalition avec Jack Black, Jason Wayne, Joe Coleman, Raul LaMotta et Shiloh Jonze et a commencé à être appelé "Général" Crimson. Lors du OVW TV no 699, il gagne avec Jason Wayne contre The Best Team Ever pour devenir challengers aux OVW Southern Tag Team Championship. Le 17 janvier 2013, lui et Jason Wayne battent Alex Silva & Sam Shaw et remportent les OVW Southern Tag Team Championship. Lors de OVW TV du 28 février, ils perdent les titres contre Alex Silva et Sam Shaw. Le 6 mars, lui et Jason Wayne battent Alex Silva et Sam Shaw et remportent les OVW Southern Tag Team Championship pour la deuxième fois. Le 29 juin, ils perdent leur titres contre Michael Hayes et Mohamad Ali Vaez. Lors de OVW Saturday Night Spécial du 6 juillet, lui et Jason Wayne perdent contre Michael Hayes et Mohamad Ali Vaez et ne remportent pas les OVW Southern Tag Team Championship. Il a ensuite été mis sur la touche avec une déchirure du ménisque de son genou droit.

### Circuit Indépendant (2013-...)
Le 6 septembre 2013, il remporte le NWA Southern Heavyweight championship. Le 15 septembre 2013, il bat Cliff Compton est conserve son titre.

### House Of Glory (2014-2014)
Le 16 mai 2014, lui et Amazing Red battent The Young Bucks est remportent les HOG Tag Team Championship.

### Retour à la Total Nonstop Action Wrestling (2015)
Il fait son retour à la TNA le 16 février, lors de TNA One Night Only : Classic Tournament en gagnant avec Drew Galloway contre Jessie Godderz et Samuel Shaw. Lors de Destination X 2015, il perd contre Bram.

### Retour à Impact Wrestling (2017)

#### The VOW (2017)
Le 6 avril à Impact Wrestling, une promo annonce les débuts des Veterans of War qui reformera avec Wilcox.
Lors de l'Impact Wrestling du 25 mai, ils battent Fallah Bahh et Mario Bokara lors du premier tour du tournoi pour couronner de nouveaux GFW Tag Team Champions. Lors de l'Impact Wrestling du 1er juin, ils perdent en finale du tournoi contre The Latin American Xchange (Ortiz et Santana) dans un No Disqualification Match et ne remportent pas les GFW Tag Team Championship.
Lors de l'Impact Wrestling du 10 août, ils perdent contre The Latin American Xchange dans un Street Fight Match et ne remportent pas les Unified Tag Team Championship.

### Retour à Impact Wrestling (2020)
Il fait son retour à Xplosion le 13 juin en perdant avec Jax contre The North (Ethan Page et Josh Alexander).

## Palmarès
- Great American Wrestling
  - 1 fois GAW Champion

- House of Glory
  - 1 fois HOG Tag Team Champion avec Amazing Red

- NWA Main Event
  - 1 fois NWA Mid-American Television Champion

- NWA Southern All-Star Wrestling
  - 1 fois NWA Southern Heavyweight champion

- Ohio Valley Wrestling
  - 1 fois OVW Heavyweight Champion
  - 4 fois OVW Southern Tag Team Champion avec Jason Wayne (2) et Jax Dane (2)
  - Rumble Nightmare (2012)

- Total Nonstop Action Wrestling
  - 1 fois TNA World Tag Team Champion avec Matt Morgan

- United States Wrestling Organization
  - 1 fois ATL Southern Champion

## Récompenses des magazines
- Pro Wrestling Illustrated

| Année | 2011 | 2012 | 2013 | 2014 à 2016 | 2017 |
| ----- | ---- | ---- | ---- | ----------- | ---- |
| Rang  | 89   | 41   | 154  | Non classé  | 150  |